# Icius testaceolineatus
Icius testaceolineatus är en spindelart som först beskrevs av Lucas 1846.  Icius testaceolineatus ingår i släktet Icius och familjen hoppspindlar. Inga underarter finns listade i Catalogue of Life.